# Euxoa arnoldi
Euxoa arnoldi är en fjärilsart som beskrevs av Turati 1933. Euxoa arnoldi ingår i släktet Euxoa och familjen nattflyn. Inga underarter finns listade i Catalogue of Life.